# Wyjesdnoje (Arsamasski)
Wyjesdnoje (russisch Выездно́е) ist eine Siedlung städtischen Typs in der Oblast Nischni Nowgorod in Russland mit 8089 Einwohnern (Stand 14. Oktober 2010).

## Geographie
Der Ort liegt etwa 100 km Luftlinie südlich des Oblastverwaltungszentrums Nischni Nowgorod links des rechten Oka-Nebenflusses Tjoscha.
Wyjesdnoje gehört zum Rajon Arsamasski, ist ein westlicher Vorort von dessen Verwaltungszentrum Arsamas und von der Großstadt nur durch die dort einen guten halben Kilometer breite Flussaue der Tjoscha getrennt. Die Siedlung ist Sitz der Stadtgemeinde (gorodskoje posselenije) Rabotschi possjolok Wyjesdnoje. zu der außerdem die Dörfer Ochlopkowo und Wassiljew Wrag gehören (entsprechend etwa 5 und 6,5 km südwestlich). Etwas separat ungefähr 2,5 km südlich der Ortsmitte liegt der Ortsteil Selchostechnika (wörtlich Kurzform für „Landwirtschaftstechnik“).

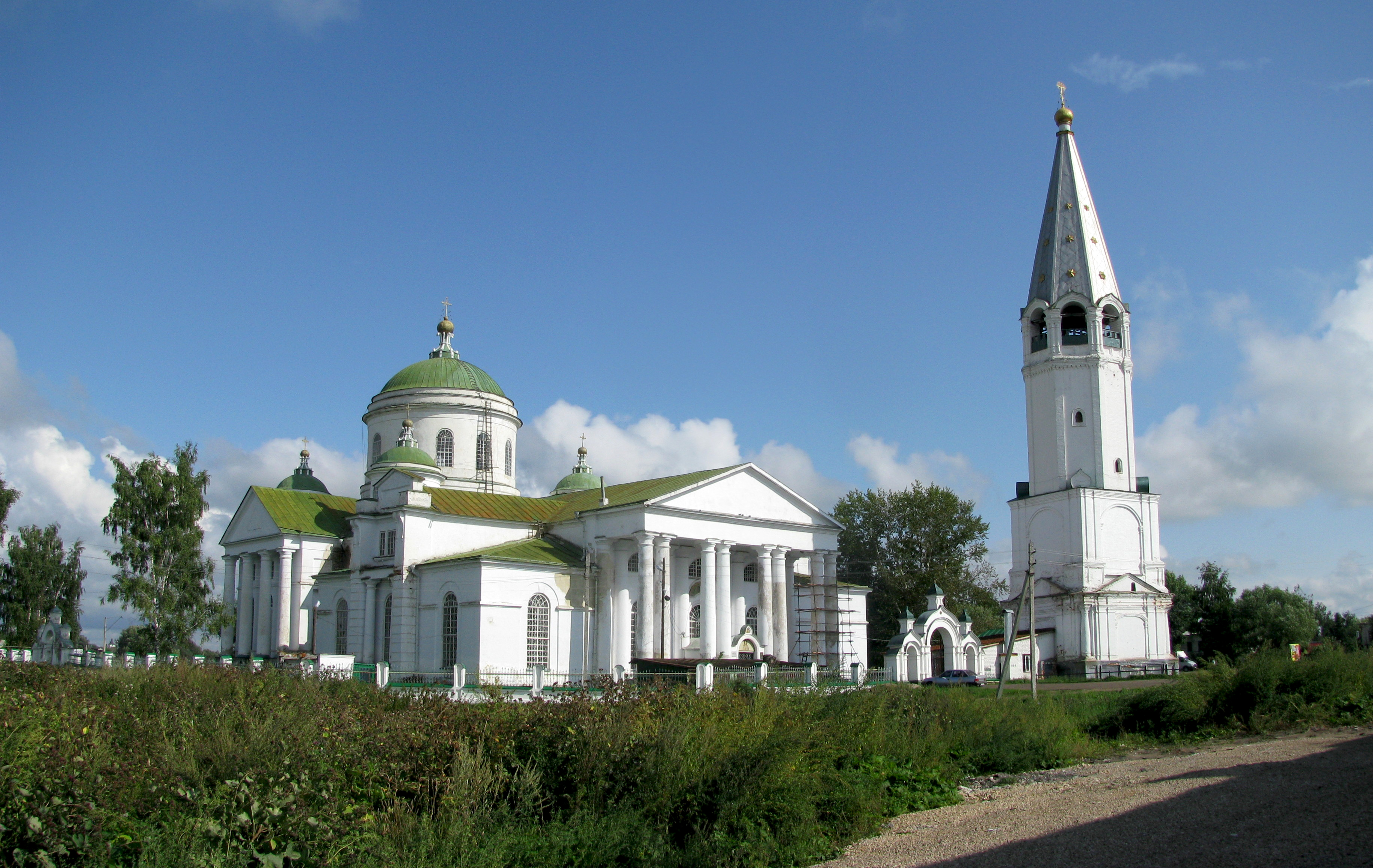
Kirche der Ikone der Gottesmutter von Smolensk (1815) mit Glockenturm (1721)
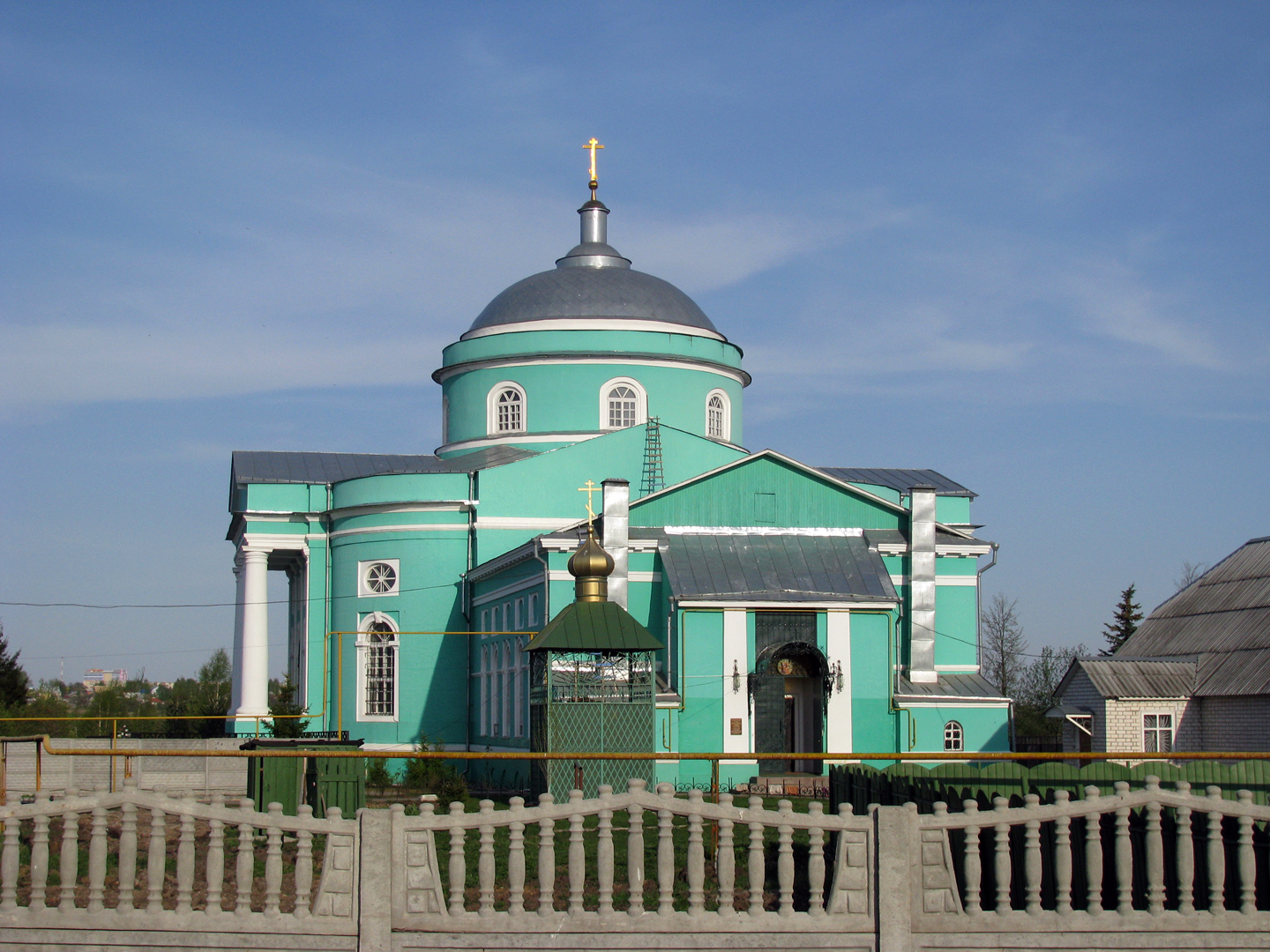
Sergius-von-Radonesch-Kirche (1795)
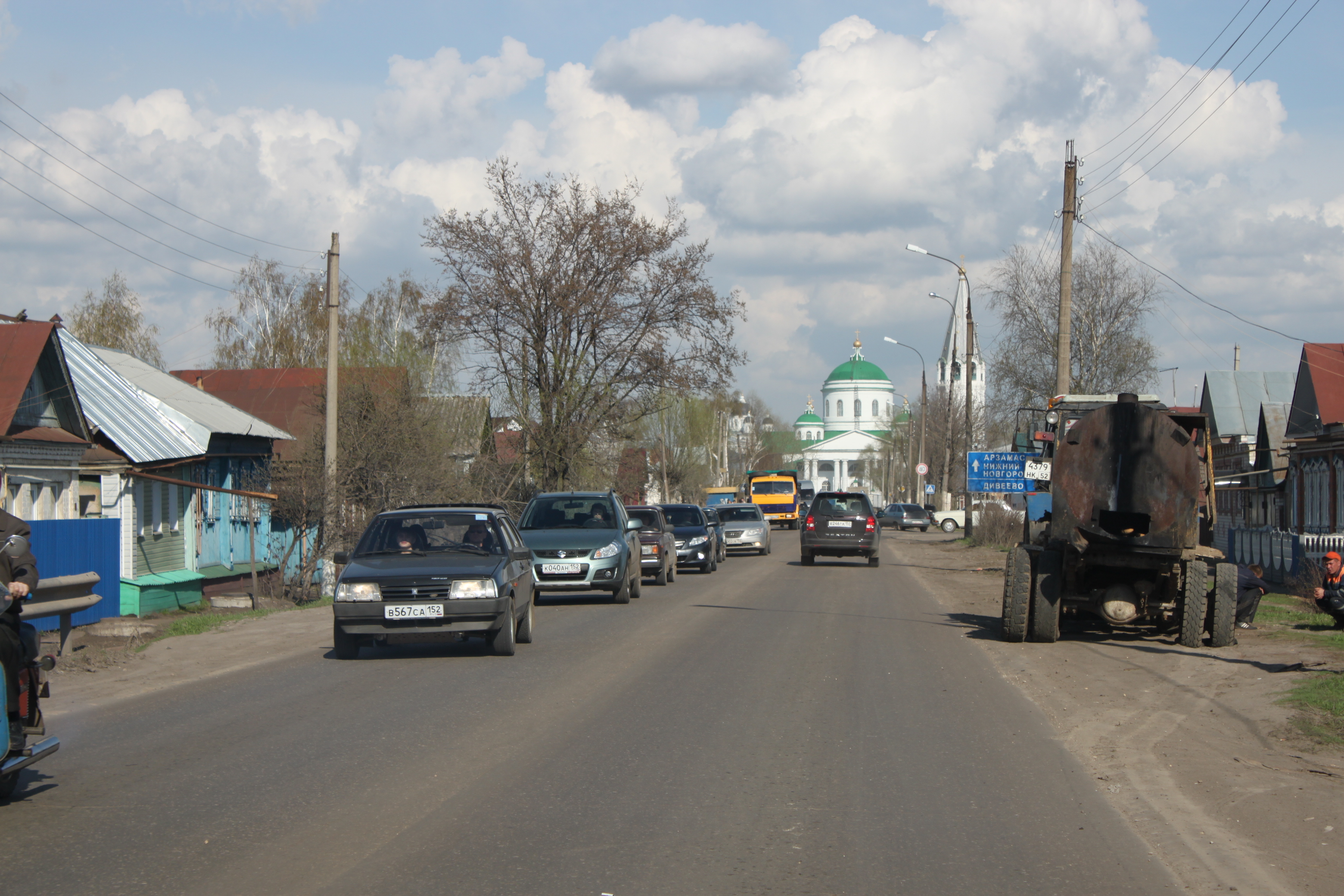
Leninstraße, Hauptstraße von Wyjesdnoje
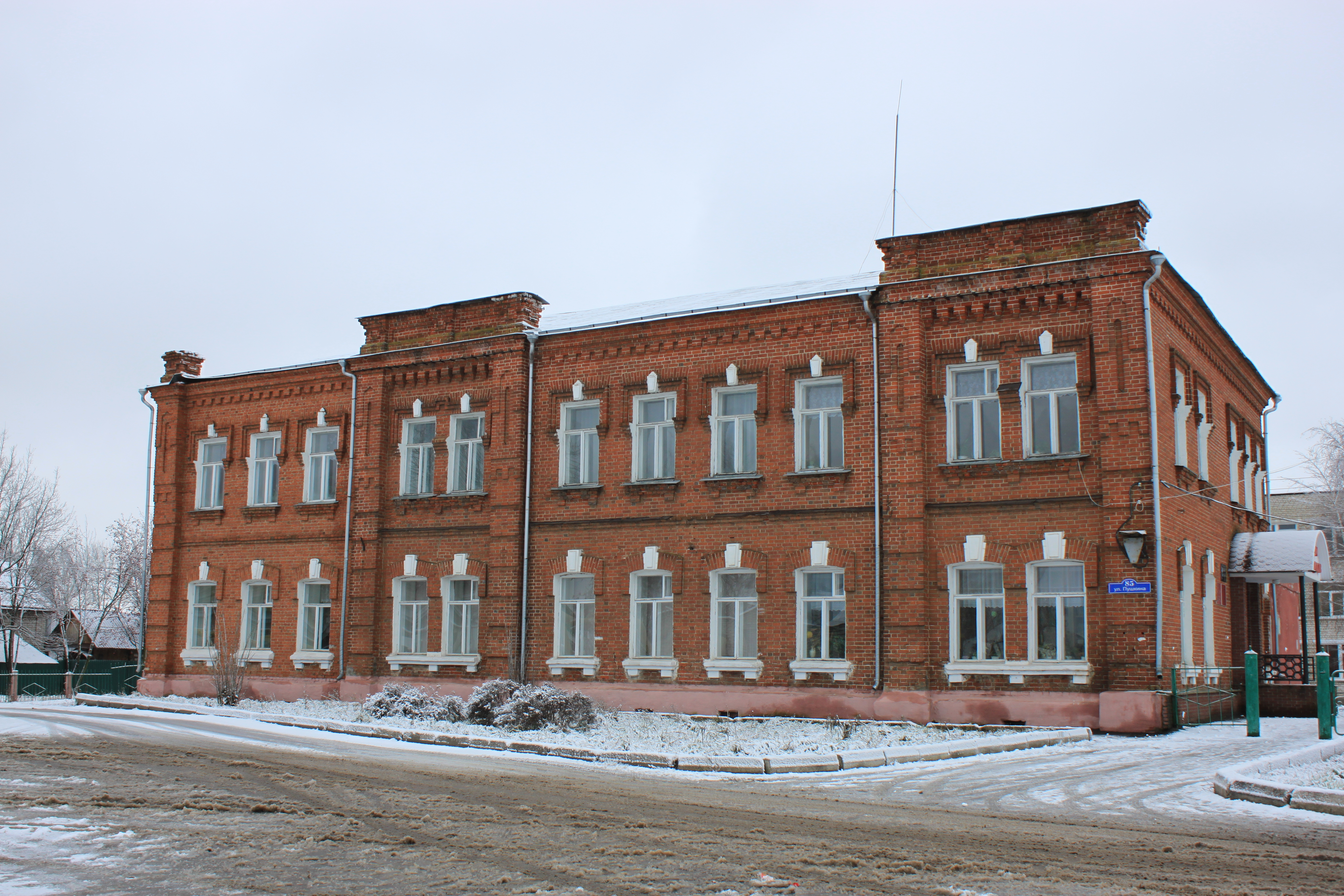
Haus der Künste
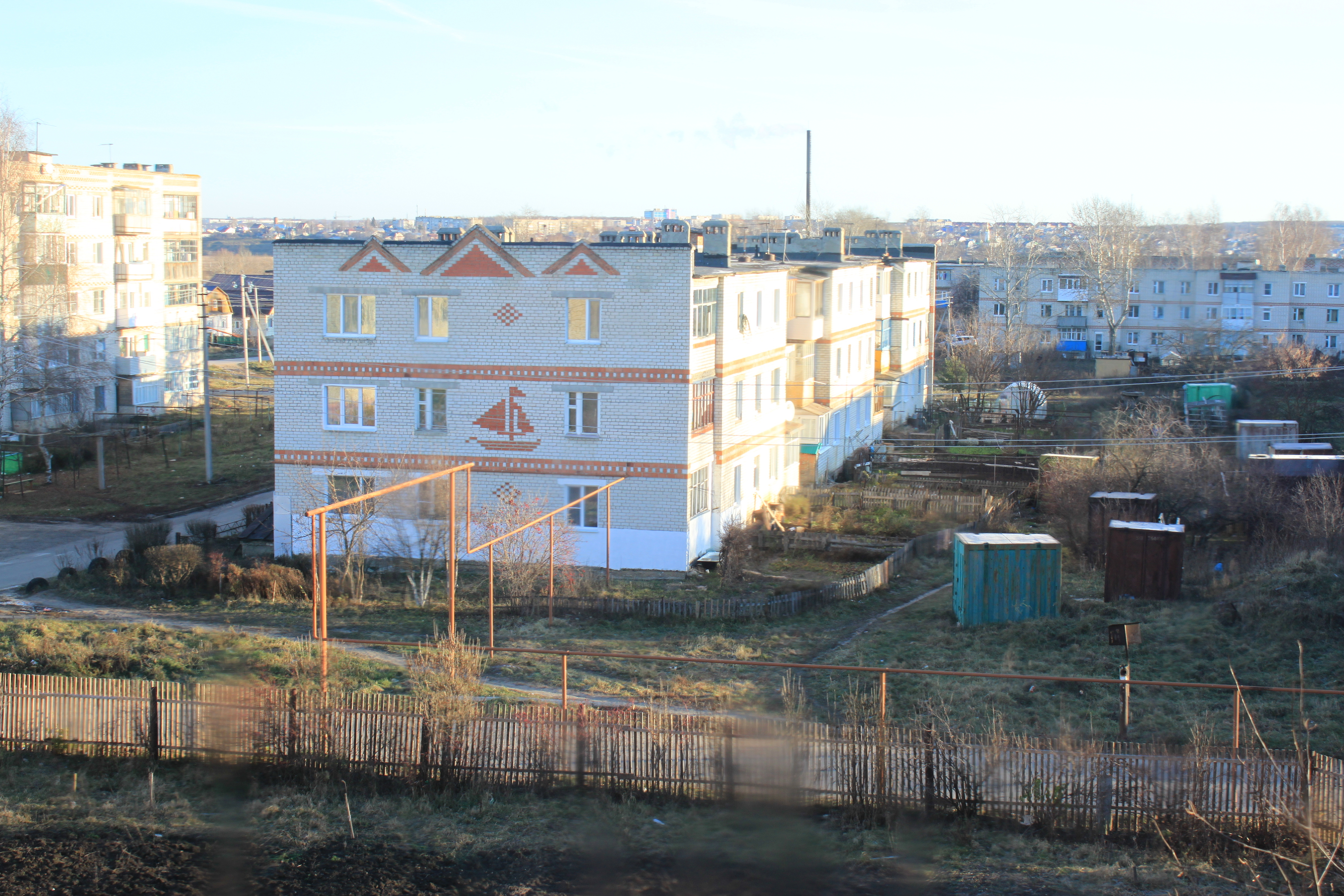
Ortsteil Selchostechnika

## Geschichte
Der Ort entstand nach 1554 als Militärsiedlung während der sogenannten „Tscheremissenkriege“, die das Zarentum Russland zwischen 1552 und 1585 in mehreren Phasen gegen die in der Region ansässigen Mari führte. Er wurde daher zunächst als Wyjesdnaja kasatschja sloboda bezeichnet, also Kosaken-Sloboda Wyjesdnaja, von russisch wyjesd für „Ausfahrt“. In Folge entwickelte sich der Ort zu einem bedeutenden Dorf im Umfeld der Stadt Arsamas, das bereits im 18. Jahrhundert über mehrere Steinkirchen verfügte.
Ab 1954 war Wyjesdnoje Sitz der Verwaltung des Arsamasski rajon, bis diese 1959 wieder in die namensgebende Stadt verlegt wurde. 1982 erhielt der Ort den Status einer Siedlung städtischen Typs.

### Bevölkerungsentwicklung
| Jahr | Einwohner |
| ---- | --------- |
| 1959 | 5049      |
| 1979 | 7458      |
| 1989 | 8310      |
| 2002 | 7992      |
| 2010 | 8089      |

Anmerkung: Volkszählungsdaten

## Verkehr
Durch Wyjesdnoje verläuft die Regionalstraße 22K-0079, die von Arsamas über Ardatow, Kulebaki und Nawaschino in Richtung Murom führt. In der Siedlung zweigt die 22K-0064 nach Diwejewo und Sarow ab. Wyjesdnoje ist an das Stadtbusnetz von Arsamas angeschlossen.
Am östlichen Ortsrand führt die Eisenbahnstrecke (Rusajewka –) Krasny Usel – Nischni Nowgorod vorbei, hat dort jedoch keine Station, sodass die nächstgelegenen Bahnhöfe Arsamas I an dieser Strecke sowie Arsamas II an der Strecke Moskau – Kasan – Jekaterinburg sind.

## Söhne und Töchter des Orts
- Aljona Arsamasskaja († 1670), russische Freiheitskämpferin